# Perityle discoidea
Perityle discoidea là một loài thực vật có hoa trong họ Cúc. Loài này được (Phil.) Johnston mô tả khoa học đầu tiên năm 1929.